# نوادر عبد الهادي أفندي (فلم)
نوادر عبد الهادي أفندي  فيلم كوميدي مصري قصير للمخرج عبد الفتاح حسن  عام 1939. الفيلم من بطولة عزيز عيد، عبد الحميد زكي، شاكر عبد المعطي، مرجريت صوفير، وبهية حجازي  وتدور أحداثه حول عبد الهادي أفندي الذي يبحث عن الهدوء بينما يسكن في بيت يحيط به الإزعاج والضوضاء من كل جانب ولهذا يلبي دعوة ابنة أخية لقضاء يوم شم النسيم في الهدوء الذي يحلم به.
منح موقع قاعدة بيانات الأفلام العربية «السينما.كوم» الفيلم درجة 5.6/ 10.

## أحداث الفيلم
تبدأ الأحداث وعم علي (محمد إبراهيم) يصرخ من الشباك طالباً من الحداد أن يتوقف عن طرق الحديد وإزعاج الناس، وصل رجل البريد يحمل خطاب إلى عبد الهادي أفندي (عزيز عيد) وينادي على عم علي لإستلامه. يسلم عم علي الخطاب إلى سيده عبد الهادي أفندي الذي يصرخ في وجهه طالباً غلق النافذة لتخفيف حدة الإزعاج من ضوضاء الشارع وطرقات الحداد. يقرأ عم علي لسيده الخطاب الذي أرسلته ابنة أخو عبد الهادي التي تدعى «بطاطا» (بهية حجازي) وتدعو عمها لقضاء أجازة هادئة مع الأسرة في يوم شم النسيم، ومقابلة زوجها كامل الطحاوي (شاكر عبد المعطي). ينزل هذا الخطاب على قلب عبد الهادي برداً وسلاماً وهو الذي يطمع في مكان يجد فيه الهدوء. يطلب عبد الهادي من خادمه عم علي الرد على الخطاب بقبول الدعوة. تنتقل الأحداث إلى عزبة «العلواية» حيث يجلس المعلم السبع (عبد الحميد زكي) في المقهى بينما يقرأ له شاب خطاب وصل إلى بيت المعلم السبع، والخطاب موجه إلى حفيظة من شخص لم يوقع بإسمه ويرسل سلامات وقبلات للمدعوة حفيظة ويطلق عليها «ذات العيون المستديرة». في بيت كامل الطحاوي تصرخ زوجته بطاطا في خادمتها حفيظة (قاسمة كمال) أن تسرع بإنهاء عملها والذهاب إلى جيرانهم في بيت المعلم السبع لاستعارة «الطبلية الكبيرة» من السيدة حفيظة (مرجريت صفير) زوجة المعلم للاستعداد لزيارة عمها عبد الهادي.
يواجه المعلم السبع زوجته بخطاب الغرام المرسل لها ويتوعد ويقسم على قتل ذلك الذي سولت له نفسه بمغازلة الست حفيظة زوجته، ويعد مشنقة لهذا العاشق. يصل عبد الهادي إلى منطقة سكن بطاطا ولا يجد حسن الترحيب حيث أن الصغار في الشارع يلتفوا حوله ويجذبوه من ملابسه ثم يحضر الرجال لتوجيه اللوم لعبد الهادي أفندي لسوء معاملته للصغار. يحدث الخطأ عندما يدق عبد الهادي أفندي باب بيت المعلم السبع وهو يظن أنه بيت بطاطا. ويحدث أيضا سوء التفاهم عندما يعتقد المعلم أن عبد الهادي هو من أرسل رسالة الغرام لزوجته حفيظة. يهاجم المعلم عبد الهادي بالسكين ويصرخ المسكين عبد الهادي، ويصل صوت الصراخ إلى بيت بطاطا التي تسارع لترى ما يحدث، بينما ينفرد زوجها كمال بحفيظة الخادمة ويعترف لها بأنه أرسل لها رسالة غرام وهو يدعوها «ذات العيون المستديرة».
تنتهي الأحداث وعبد الهادي أفندي يفر من هذه المنطقة الهادئة.

## طاقم التمثيل
- عزيز عيد: في دور عبد الهادي أفندي

- عبد الحميد زكي: في دور المعلم السبع

- بهية حجازي: في دور بطاطا (ابنة أخو عبد الهادي أفندي)

- قاسمة كمال: في دور حفيظة الخادمة

- محمد إبراهيم: في دور عم علي (خادم عبد الهادي أفندي)

- مرجريت صفير: في دور حفيظة السبع (زوجة المعلم السبع)

- شاكر عبد المعطي: في دور كامل الطحاوي (زوج بطاطا)[13][14]

## خلفية الفيلم
كتبت مروة السورى على موقع نقابة المهن السينمائية: «كان الفيلم القصير»برسوم يبحث عن وظيفة" إنتاج عام 1923 وهو أول فيلم مصري على الإطلاق وكان الفيلم صامت مدته 15 دقيقة وندرك من ذلك أن فكرة الأفلام القصيرة بشكل عام كانت وليدة تلك اللحظات"، رغم مرور 16 عام على إنتاج فيلم برسوم وأيضا تم إنتاج أفلام روائية طويلة ولكن ظلت الفكرة قائمة لإنتاج أفلام قصيرة من جديد وفى هذه المرة بتقنيات أعلى وإدخال أصوات الفنانيين وكانت هناك رغبة في تجربة هل الأفلام الصامتة القصيرة أقوى أم الأفلام القصيرة وبها أصوات أقوى، فقرر لحظتها رائد فن المسرح العربي عزيز عيد والذى رغم اهتمامه وانشغاله بالعمل المسرحي بعمل فيلم قصير مدته لا تزيد عن 17 دقيقة  واسماه «نوادر عبد الهادى أفندى» وكان فيلم كوميدي  واكتملت به كل العناصر الدرامية.
عزيز عيد (1884 – 1942)، وهو المؤلف والمخرج المسرحي ومدير لفرقة مسرحية، لم يشارك في العمل السينمائي إلا بثلاثة أفلام: «الزواج» عام 1933 و«إلى الأبد» عام 1941 وهذا الفيلم القصير.

## روابط خارجية
- مقالات تستعمل روابط فنية بلا صلة مع ويكي بيانات
- نوادر عبد الهادي أفندي على موقع الدهليز

https://www.youtube.com/watch?v=jCqu2toRZbI نوادر عبد الهادي أفندي (فيلم)